# 생리휴가
생리휴가(生理休暇, Menstrual leave)는 고용된 직원이 월경 주기에 있어서 이로 인해 일을 하러 나지 못할 경우 보수를 받을지 받지 않을지의 선택권을 가지는 휴가의 일종이다. 역사적으로 생리휴가는 여성에 대한 논란과 차별과 관련되어 왔으며 극소수의 국가들이 정책을 제정하고 있다. 일부 사람들에게는 여성의 노동 효율성이나 성 차별로서 간주된다.  생리휴가 정책을 지지하는 사람들은 육아휴직과 견주어 보며 이를 성평등의 장려책으로서 바라본다.
생리휴가가 있는 나라는 대한민국, 일본, 대만, 잠비아, 인도네시아, 스페인이 있다.